# Dhulian
Dhulian là một thành phố và khu đô thị của quận Murshidabad thuộc bang Tây Bengal, Ấn Độ.

## Địa lý
Dhulian có vị trí 24°41′B 87°58′Đ / 24,68°B 87,97°Đ Nó có độ cao trung bình là 4 mét (13 feet).

## Nhân khẩu
Theo điều tra dân số năm 2001 của Ấn Độ, Dhulian có dân số 72.906 người. Phái nam chiếm 50% tổng số dân và phái nữ chiếm 50%. Dhulian có tỷ lệ 39% biết đọc biết viết, thấp hơn tỷ lệ trung bình toàn quốc là 59,5%: tỷ lệ cho phái nam là 48%, và tỷ lệ cho phái nữ là 31%. Tại Dhulian, 20% dân số nhỏ hơn 6 tuổi.